# Pædofilgruppen
Pædofilgruppen, også kendt som Danish Pedophile Association og DPA-Gruppe 04, var en dansk forening for pædofile, der eksisterede fra 1985 til 21. marts 2004..
Foreningens formål var officielt at arbejde for oplysning og nedbrydning af fordomme om pædofili. Den fik offentlig støtte til sit virke. Foreningen udgav bladet "Ny sexualpolitik" cirka fire gange årligt. I en leder i 2000 argumenterede foreningen for, at "børn under 15 år skal have lov til at udøve sex, hvis de har lyst."
Den 23. juli 1996 havde gruppen 80 registrerede medlemmer og deltog i en international kongres, der blev afholdt i Danmark. Foreningen havde også forbindelser til den internationale pædofiliorganisation Ipce (tidligere International Pedophile and Child Emancipation). Ifølge Rigsadvokaten har medlemstallet på et tidspunkt været oppe på 120.

## Forhistorie
Pædofilgruppens rødder går tilbage til 1983, hvor en gruppe medlemmer af Landsforeningen af bøsser og lesbiske (LBL) dannede en undergruppe af pædofile, kaldet Pædofilgruppen. Den brugte foreningens lokaler og foreningens medlemsblad Panbladet til at rekruttere medlemmer. Gruppen blev officielt en del af LBL i 1984, hvilket vakte stor utilfredshed, særligt blande de lesbiske medlemmer. Efter både en ordinær og en ekstraordinær generalforsamling i 1985, hvor diskussionerne var voldsomme, besluttede et knebent flertal, at Pædofiligruppen skulle smides ud af LBL. Senere samme år stiftedes Pædofiligruppen som en selvstændig organisation.

## Afsløringer
I 2000 undersøgte en TV 2-dokumentar gruppen via skjult kamera. Dokumentarne viste, at medlemmerne udvekslede børneporno og gav råd om, hvordan man kontakter børn på internettet. En mand blev anholdt af politiet i forbindelse med efterforskningen.  Gruppen forsøgte forgæves at få fogedretten til at forbyde TV 2 at vise dokumentaren.
I 2000 bad gruppen sine medlemmer om at give vildledende oplysninger til myndighederne for at hjælpe Eric Franklin Rosser med at unddrage sig retsforfølgelse. Rosser var et tidligere medlem af John Mellencamps band, som var blevet anklaget for at producere og distribuere børnepornografi. Han blev dog dømt i 2001 og blev tilføjet til FBI's liste over mest eftersøgte personer.

## Nedlæggelse af foreningen
Dagbladet Information bragte i 2004 en forsideartikel, der opfordrede til at fjerne organisationens hjemmeside. Tilsvarende kritik af gruppen kom fra Berlingske, Jyllands-Posten og Politiken.
I 2004 stillede Dansk Folkeparti et beslutningsforslag i Folketinget om at opløse foreningen ved lov, hvilket alle øvrige partier nedstemte.
Foreningen meddelte 21. marts 2004 i en pressemeddelelse, at den havde nedlagt sig selv. Efter nedlæggelsen videreførtes hjemmesiden i regi af den såkaldte DPA-Gruppe 04 i nogle år. Pr. 2024 er hjemmesiden dog nedlagt.
Rigsadvokaten konkluderede samme år i en af justitsminister Lene Espersen bestilt undersøgelse, at det ikke ville være muligt at forbyde foreningen efter grundlovens §78. Det skyldtes, at det ikke umiddelbart kunne dokumenteres, at Pædofilgruppen og DPA-Gruppe 04 er foreninger, og at ej heller ikke kunne bevises, at de har et ulovligt formål.